# 평양FM방송
평양FM방송(平壤FM放送, 영어: Pyongyang FM Broadcasting Station)은 조선민주주의인민공화국에서 유일하게 FM 주파수로만 방송하는 라디오 방송국이다. 1989년 1월 1일에 개국했다. 16시 정각 ~ 29시 (이튿날 새벽 5시) 이전, 06시 정각 ~ 12시 이전으로 나눠서 방송하며, 매월 1일과 각종 기념일에는 연장 또는 24시간 송출m;lmlm;l;lm
;m
;lm
;lm 
;l 
;l 
L :L :/한다.

## 방송 내용
다른 내부용 라디오 방송에 비해 프로그램의 구성이 다양하나, 음악이 대부분을 차지하고 있다. 송출하는 음악은 북한이나 중국의 혁명 음악, 외국의 클래식, 김씨 정권을 찬양하는 노래, 기타 북한에서 지어진 노래 중 방송이 허가된 것 등에 한정되어 있고, 보통 아침에 방송되는 것은 보천보전자악단과 왕재산경음악단에서 연주된 음악이 많다. 그러나 세기와 더불어 낭독이 있는 등 김가 일족의 교시가 항상 강조되는 것은 다른 방송과 다를 바 없다.
오후 5시 54분에 방송되는 "우리는 행복해요"라는 아동 관련 프로그램이 있는데, 이 프로그램은 북한의 어린이들의 공연활동, 동요, 북한 교육의 동정에 대하여 선전한다. 그 외 라디오 드라마 (단막극 또는 연속극), 음악 해설, 음악 감상과 같은 프로그램도 있다. 라디오 드라마 중에는 대한민국, 일본, 미국 등 서방 진영을 비방하는 내용을 방송되기도 하며, 북한 역사를 다루는 경우에도 서방 진영을 비방하는 내용이 있다.

## 수신 범위
평양 및 개성이 주 수신 범위이며, 송출망 자체는 한반도 북부 전역에 구축된 것으로 알려져 있다. 단, 대한민국 방향으로도 전파를 송출하기 때문에 과거 FM방송을 많이 들었던 청소년층을 겨냥한 선전 방송이라는 설도 있었다.
송출 주파수는 FM 92.5MHz, 103.7MHz, 105.2MHz, 106.0MHz이다. 하지만 휴전선 이남으로는 대한민국 측의 전파 방해로 인해 수신이 불가능하거나 SBS 러브FM, KBS 제2라디오, 평화방송 등과 혼신되어 수신이 고르지 못하다. 21세기 들어서는 인터넷으로도 송출하여 제3자가 이를 재송출하는 경우도 있다.